# Darren Chiacchia
Darren Chiacchia (Búfalo, 18 de septiembre de 1964) es un jinete estadounidense que compitió en la modalidad de concurso completo. Es públicamente homosexual.
Participó en los Juegos Olímpicos de Atenas 2004, obteniendo una medalla de bronce en la prueba por equipos (junto con Kimberly Severson, John Williams, Amy Tryon y Julie Richards).

## Palmarés internacional
| Juegos Olímpicos | Juegos Olímpicos | Juegos Olímpicos  | Juegos Olímpicos |
| Año              | Lugar            | Medalla           | Categoría        |
| ---------------- | ---------------- | ----------------- | ---------------- |
| 2004             | Atenas (Grecia)  | Medalla de bronce | Por equipos      |